# Sabine Wagner (Handballspielerin)
Sabine Wagner, verheiratete Sabine Vieweg, (* 1966 in Hălchiu, Rumänien) ist eine ehemalige deutsche Handballspielerin.

## Vereinskarriere
Sabine Wagner gehört der deutschsprachigen Minderheit der Siebenbürger Sachsen in Rumänien an. Gemeinsam mit ihren Eltern und ihren Schwestern siedelte sie 1977 in die Bundesrepublik Deutschland aus. Sie begann beim VfL Sindelfingen mit dem Handballspielen und wechselte 1989 vom VfL Engelskirchen zu Bayer 04 Leverkusen.

## Nationalmannschaft
Sabine Wagner war von 1982 bis 1985 Juniorennationalspielerin. Zudem bestritt sie 123 Länderspiele für die deutsche Frauen-Handballnationalmannschaft und war Teil der Mannschaft, die die Handball-B-Weltmeisterschaft der Frauen 1989 in Dänemark gewann.

## Privates
Sabine Wagner ist verheiratet und lebt mit ihrem Mann und ihren drei Söhnen in der Nähe von Stuttgart. Ihre Schwester Anita Raabe (* 1960) war von 1982 bis 1987 für den VfL Sindelfingen in der Handball-Bundesliga aktiv.